# Olympische Sommerspiele 2012/Teilnehmer (Kenia)
| Gelbes Symbol für Goldmedaillen mit stilisierten Olympischen Ringen | Graues Symbol für Silbermedaillen mit stilisierten Olympischen Ringen | Braundes Symbol für Bronzemedaillen mit stilisierten Olympischen Ringen |
| ------------------------------------------------------------------- | --------------------------------------------------------------------- | ----------------------------------------------------------------------- |
| 2                                                                   | 4                                                                     | 7                                                                       |

Kenia nahm in London an den Olympischen Spielen 2012 teil. Es war die insgesamt 13. Teilnahme an Olympischen Sommerspielen.
Fahnenträger bei der Eröffnungsfeier war der Schwimmer Jason Dunford.

## Teilnehmer nach Sportarten

### Boxen
| Frauen            |                          |             |         |            |       |   |
| Elizabeth Andiego | Mittelgewicht bis 75 kg  | Freilos     | Freilos | M. Wolnowa | 11-20 | 9 |
| Männer            |                          |             |         |            |       |   |
| Benson Gicharu    | Fliegengewicht bis 52 kg | H. Abdelaal | 16-19   |            |       |   |

### Gewichtheben
| Athleten            | Wettbewerb       | Reißen  | Reißen | Stoßen  | Stoßen | Zweikampf | Zweikampf | Rang |
| Athleten            | Wettbewerb       | Gewicht | Rang   | Gewicht | Rang   | Gewicht   | Rang      | Rang |
| ------------------- | ---------------- | ------- | ------ | ------- | ------ | --------- | --------- | ---- |
| Frauen              |                  |         |        |         |        |           |           |      |
| Mercy Apondi Obiero | Klasse bis 69 kg | 76 kg   |        | 105 kg  |        | 181 kg    | 13        | 13   |

### Leichtathletik
Laufen und Gehen
| Athleten                                                        | Wettbewerb        | Vorlauf         | Vorlauf         | Halbfinale      | Halbfinale      | Finale           | Finale          | Rang |
| Athleten                                                        | Wettbewerb        | Zeit            | Rang            | Zeit            | Rang            | Zeit             | Rang            | Rang |
| --------------------------------------------------------------- | ----------------- | --------------- | --------------- | --------------- | --------------- | ---------------- | --------------- | ---- |
| Männer                                                          |                   |                 |                 |                 |                 |                  |                 |      |
| Anthony Chemut                                                  | 800 m             | 1:47,42 min     | 2               | 1:45,63 min     | 4               | –                | –               | 14   |
| Timothy Kitum ()                                                | 800 m             | 1:45,72 min     | 2               | 1:44,63 min     | 2               | 1:42,53 min      | 2               | 2    |
| David Rudisha ()                                                | 800 m             | 1:45,90 min     | 1               | 1:44,35 min     | 1               | 1:40,91 min (WR) | 1               | 1    |
| Nixon Chepseba                                                  | 1500 m            | 3:42,29 min     | 9               | 3:34,60 min     | 3               | 3:39,04 min      | 11              | 11   |
| Silas Kiplagat                                                  | 1500 m            | 3:39,79 min     | 4               | 3:34,60 min     | 2               | 3:36,19 min      | 7               | 7    |
| Asbel Kiprop                                                    | 1500 m            | 3:36,59 min     | 3               | 3:42,92 min     | 2               | 3:43,83 min      | 12              | 12   |
| Isiah Kiplangat Koech                                           | 5000 m            | 13:25,64 min    | 2               | –               | –               | 13:43,83 min     | 5               | 5    |
| Thomas Pkemei Longosiwa ()                                      | 5000 m            | 13:13,41 min    | 3               | –               | –               | 13:42,36 min     | 3               | 3    |
| Edwin Cheruiyot Soi                                             | 5000 m            | 13:27,06 min    | 6               | –               | –               | –                | –               | 18   |
| Bedan Karoki                                                    | 10.000 m          | –               | –               | –               | –               | 27:32,94 min     | 5               | 5    |
| Wilson Kiprop                                                   | 10.000 m          | –               | –               | –               | –               | DNF              | DNF             | –    |
| Moses Ndiema Masai                                              | 10.000 m          | –               | –               | –               | –               | 27:41,34 min     | 12              | 12   |
| Wilson Kipsang ()                                               | Marathon          | –               | –               | –               | –               | 2:09:37 h        | 3               | 3    |
| Abel Kirui ()                                                   | Marathon          | –               | –               | –               | –               | 2:08:27 h        | 2               | 2    |
| Emmanuel Kipchirchir Mutai                                      | Marathon          | –               | –               | –               | –               | 2:14:49 h        | 17              | 17   |
| Vincent Kiplangat Kosgei                                        | 400 m Hürden      | 50,80 s         | 7               | –               | –               | –                | –               | 40   |
| Boniface Tumuti                                                 | 400 m Hürden      | 50,33 s         | 6               | –               | –               | –                | –               | 35   |
| Ezekiel Kemboi ()                                               | 3000 m Hindernis  | 8:20,97 min     | 2               | –               | –               | 8:18,56 min      | 1               | 1    |
| Brimin Kiprop Kipruto                                           | 3000 m Hindernis  | 8:28,62 min     | 1               | –               | –               | 8:23,03 min      | 5               | 5    |
| Abel Kiprop Mutai ()                                            | 3000 m Hindernis  | 8:17,70 min     | 3               | –               | –               | 8:19,73 min      | 3               | 3    |
| Boniface Mweresa Vincent Kiilu Boniface Tumuti Alphas Kishoyian | 4 × 400-m-Staffel | disqualifiziert | disqualifiziert | disqualifiziert | disqualifiziert | disqualifiziert  | disqualifiziert | –    |
| Frauen                                                          |                   |                 |                 |                 |                 |                  |                 |      |
| Joy Sakari                                                      | 400 m             | 52,85 s         | 3               | 52,95 s         | 7               | –                | –               | 15   |
| Cherono Koech                                                   | 800 m             | 2:08,43 min     | 3               | 2:00,53 min     | 5               | –                | –               | 15   |
| Pamela Jelimo                                                   | 800 m             | 2:00,54 min     | 1               | 1:59,42 min     | 1               | 1:57,59 min      | 4               | 4    |
| Janeth Jepkosgei                                                | 800 m             | 2:01,04 min     | 1               | 1:58,26 min     | 3               | 2:00,19 min      | 8               | 8    |
| Faith Kipyegon                                                  | 1500 m            | 4:08,78 min     | 9               | –               | –               | –                | –               | 19   |
| Hellen Obiri                                                    | 1500 m            | 4:05,40 min     | 4               | 4:02,30 min     | 5               | 4:16,57 min      | 12              | 12   |
| Eunice Sum                                                      | 1500 m            | 4:16,95 min     | 10              | –               | –               | –                | –               | 38   |
| Vivian Cheruiyot ( )                                            | 5000 m            | 15:01,54 min    | 2               | –               | –               | 15:04,73 min     | 2               | 2    |
| Viola Kibiwot                                                   | 5000 m            | 14:59,31 min    | 3               | –               | –               | 15:11,59 min     | 6               | 6    |
| Sally Kipyego                                                   | 5000 m            | 15:01,87 min    | 3               | –               | –               | 15:05,79 min     | 3               | 3    |
| Joyce Chepkirui                                                 | 10.000 m          | –               | –               | –               | –               | DNF              | DNF             | –    |
| Vivian Cheruiyot ()                                             | 10.000 m          | –               | –               | –               | –               | 30:30,44 min     | 3               | 3    |
| Sally Kipyego ()                                                | 10.000 m          | –               | –               | –               | –               | 30:26,37 min     | 2               | 2    |
| Priscah Jeptoo ()                                               | Marathon          | –               | –               | –               | –               | 2:23:12 h        | 2               | 2    |
| Mary Keitany                                                    | Marathon          | –               | –               | –               | –               | 2:23:56 h        | 4               | 4    |
| Edna Kiplagat                                                   | Marathon          | –               | –               | –               | –               | 2:27:52 h        | 20              | 20   |
| Milcah Chemos Cheywa ()                                         | 3000 m Hindernis  | 9:27,09 min     | 3               | –               | –               | 9:09,88 min      | 3               | 3    |
| Mercy Wanjiku Njoroge                                           | 3000 m Hindernis  | 9:25,99 min     | 3               | –               | –               | 9:26,73 min      | 10              | 10   |
| Lydia Rotich                                                    | 3000 m Hindernis  | 9:42,03 min     | 8               | –               | –               | –                | –               | 25   |

Springen und Werfen
| Athleten    | Wettbewerb  | Qualifikation | Qualifikation | Finale     | Finale | Rang |
| Athleten    | Wettbewerb  | Weite/Höhe    | Rang          | Weite/Höhe | Rang   | Rang |
| ----------- | ----------- | ------------- | ------------- | ---------- | ------ | ---- |
| Männer      |             |               |               |            |        |      |
| Julius Yego | Speerwerfen | 81,81 m       | 9             | 77,15 m    | 12     | 12   |

### Schwimmen
| Athleten      | Wettbewerb          | Vorlauf | Vorlauf | Halbfinale | Halbfinale | Finale | Finale | Rang |
| Athleten      | Wettbewerb          | Zeit    | Rang    | Zeit       | Rang       | Zeit   | Rang   | Rang |
| ------------- | ------------------- | ------- | ------- | ---------- | ---------- | ------ | ------ | ---- |
| Männer        |                     |         |         |            |            |        |        |      |
| David Dunford | 50 m Freistil       | 22,72 s | 3       | –          | –          | –      | –      | 27   |
| David Dunford | 100 m Freistil      | 49,60 s | 3       | –          | –          | –      | –      | 26   |
| Jason Dunford | 100 m Schmetterling | 52,23 s | 4       | 52,16 s    | 8          | –      | –      | 12   |